# Детектор частиц
Детектор частиц, детектор элементарных частиц, детектор ионизирующего излучения в экспериментальной физике элементарных частиц — устройство, предназначенное для обнаружения и измерения параметров атомных и субатомных частиц высокой энергии, таких как космические лучи или частиц, рождающихся при ядерных распадах или в ускорителях.

## Основные типы
Устаревшие
- Пузырьковая камера
- Камера Вильсона
- Искровая камера

Детекторы для радиационной защиты
Детекторы для ядерной физики и физики элементарных частиц
- Годоскопические камеры
  - Ионизационный калориметр
  - Пропроциональная камера
  - Искровая камера
  - Время-пролётный счетчик
  - RICH
  - Детектор переходного излучения
- Счетчики
  - Оптические счетчики
    - Сцинтилляционный счетчик
    - Детектор черенковского излучения

  - Твердотельные счетчики
    - Полупроводниковый детектор
    - Кристаллический детектор

  - Газонаполненные счетчики
    - Газовый ионизационный детектор
    - Ионизационная камера
    - Пропорциональная камера
    - Счетчик Гейгера-Мюллера
    - Искровой детектор
- Трековые детекторы
  - Диффузионная камера
  - Стримерная камера
  - Времяпроекционная камера
  - Микростриповая камера
- Масс-анализаторы
  - Масс-сепаратор
  - Масс-спектрометр
  - Масс-спектрограф

## Детекторы для экспериментов навстречных пучках
В физике элементарных частиц понятие «детектор» относится не только к различного типа датчикам
для регистрации частиц, но и к большим установкам, созданным на их основе и включающим в себя
также инфраструктуру для поддержания их работоспособности (криогенные системы, системы
кондиционирования, электропитания), электронику для считывания и первичной
обработки данных, вспомогательные системы (напр. сверхпроводящие соленоиды для создания внутри
установки магнитного поля). Как правило, такие установки сейчас создаются большими
международными группами.
Поскольку постройка большой установки требует значительных финансовых затрат и
человеческих усилий, в большинстве случаев она применяется не для одной определённой задачи,
а для целого спектра различных измерений. Основными требованиями, предъявляемыми к
современному детектору для экспериментов на ускорителе являются:
- Высокая эффективность (малый процент потерянных частиц или частиц с плохо определёнными параметрами)
- Способность к разделению различных типов частиц, образующихся в распаде (пионов, каонов, протонов и т. д.)
- Способность точного измерения импульса заряженных частиц для восстановления инвариантной массы нестабильных состояний.
- Способность точного измерения энергии фотонов.

Для специфических задач могут потребоваться дополнительные требования, например, для экспериментов, измеряющих CP-нарушение в системе B-мезонов важную роль играет координатное разрешение в области взаимодействия пучков.

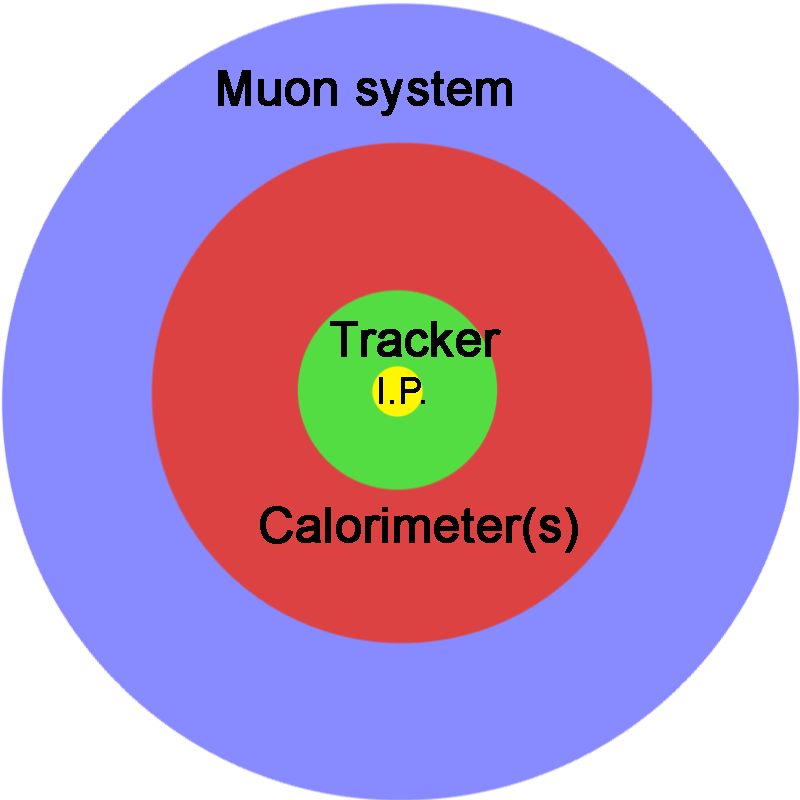
Условное изображение многослойного универсального детектора для ускорителя на встречных пучках.

Необходимость выполнения этих условий приводит к типичной на сегодняшний день схеме универсального многослойного детектора. В англоязычной литературе такую схему принято сравнивать с луковицей (onion-like structure). В направлении от центра (области взаимодействия пучков) к периферии типичный детектор для ускорителя на встречных пучках состоит из следующих систем:

### Трековая система
Трековая система предназначена для регистрации траектории прохождения заряженной частицы: координат области взаимодействия, углов вылета. В большинстве детекторов трековая система помещена в магнитное поле, что приводит к искривлению траекторий движения заряженных частиц и позволяет определить их импульс и знак заряда.
Трековая система обычно выполняется на основе газовых ионизационных детекторов или полупроводниковых кремниевых детекторов.

### Система идентификации
Система идентификации позволяет отделить друг от друга различные типы заряженных частиц. Принцип работы систем идентификации чаще всего заключается в измерении скорости пролёта частицы одним из трех способов:
- по углу излучения черенковского света в специальном радиаторе (а также по самому факту наличия или отсутствия черенковского излучения),
- по времени пролёта до точки регистрации,
- по плотности удельной ионизации вещества.

Совместно с измерением импульса частицы в трековой системе это дает информацию о массе, а, следовательно, и о типе частицы.

### Калориметр
Калориметр предназначен для измерения энергии частиц путём их полного поглощения. Это единственный способ регистрации фотонов (так как они не являются заряженными и, следовательно, не оставляют следов в трековой системе). Фотоны и электроны образуют электромагнитный ливень в веществе и, таким образом, полностью поглощаются. Выделенная энергия может быть измерена либо по величине вспышки сцинтилляционного света (сцинтилляционные калориметры), либо путём подсчета частиц ливня (семплинг-калориметры).

### Мюонная система
Мюонную систему можно отнести к системе идентификации, но технически она реализуется отдельно во внешней части детектора. Чаще всего она встраивается в железо, замыкающее магнитный поток соленоида трековой системы. Мюонная система позволяет отделить мюоны по их способности проходить большие расстояния в веществе без поглощения (это является следствием того, что мюон не испытывает ядерного взаимодействия).

### Список работающих или строящихся детекторов для ускорителей на встречных пучках
- Детекторы на коллайдере LHC (CERN)
  - ATLAS
  - CMS
  - LHCb
  - Alice
- Детекторы на коллайдере Tevatron
  - CDF
  - D0
- Детекторы на электрон-позитронных коллайдерах
  - BaBar (коллайдер PEP-II, SLAC)
  - Belle (коллайдер KEKB, KEK)
  - BES (коллайдер BEPC, Пекин)
  - CLEO (коллайдер CESR)
  - КЕДР (коллайдер ВЭПП-4, Институт ядерной физики СО РАН, Новосибирск)
  - КМД, СНД (коллайдер ВЭПП-2М, ВЭПП-2000, Институт ядерной физики СО РАН, Новосибирск)

## Прикладное применение
Помимо научных экспериментов, детекторы элементарных частиц находят применение и в прикладных задачах — в медицине (рентгеновские аппараты с малой дозой облучения, томографы, лучевая терапия), материаловедении (дефектоскопия), для предполетного досмотра пассажиров и багажа в аэропортах.